# HMS Swiftsure (1621)
HMS Swiftsure – angielski trójmasztowy galeon, który wszedł do służby w Royal Navy w 1623 roku. Początkowo klasyfikowany jako Great Ship, następnie jako okręt II rangi. Początkowo uzbrojony w 42 działa, po kolejnej przebudowie w 1653 roku jego uzbrojenie wzrosło do 64 dział. Podczas bitwy czterodniowej w czerwcu 1666 roku zdobyty przez holendrów, którzy zmienili jego imię na „Oudshoorn”.

## Projekt i budowa
W 1618 roku angielska komisja rządowa (Jacobean Commission of Enquiry) opracowała raport postulujący wzmocnienie sił Royal Navy o sześć nowych dużych okrętów. Okręty, które klasyfikowano jako Great Ships, miały być nieco mniejsze od już istniejących Royal Ships. Zakładano, że planowane jednostki będą stanowiły główną siłę nowej floty. Każdy okręt miał mieć wyporność około 650 ton i uzbrojenie składające się z 42 dział. Okręty miały zostać zbudowane w stoczni w Deptford, pod nadzorem głównego budowniczego okrętów Brytyjskiej Kompanii Wschodnioindyjskiej Williama Burrella. Okręty miały być kolejno budowane parami, z mniejszymi jednostkami trzeciej rangi. Kontrakt na budowę dwóch pierwszych jednostek, „Constant Reformation” i „Happy Entrance”, miał wartość 8575 funtów. Zamówienie na drugą serię okrętów złożono 10 marca 1620 roku, po takiej samej cenie. Nowe okręty otrzymały imiona „Victory” i „Garland”. Trzeci Great Ship „Swiftsure” został zamówiony w lutym 1621 roku i miał być budowany równocześnie z okrętem trzeciej rangi „Bonaventure”.
Wodowanie „Swiftsure” miało miejsce w 1621 roku w stoczni Deptford. Po wejściu do służby okręt wielokrotnie był przebudowywany. Po przebudowie w 1652 roku ilość dział zwiększyła się do 46, od 1653 wynosił 64 działa.

## Służba
Po wejściu do służby w 1623 roku okręt udał się do Hiszpanii. W 1625 roku uczestniczył w zakończonej porażką wyprawie przeciwko hiszpańskiej bazie morskiej w Kadyksie. Od 1635 do 1643 roku operował w rejonie kanału La Manche.

### II wojna angielsko-holenderska
„Swiftsure” był okrętem flagowym wice admirała William Berkeley podczas toczonej w ramach II wojny Angielsko-Holenderskiej bitwy czterodniowej, która rozpoczęła się 11 czerwca 1666 roku. Pierwszego dnia bitwy został ostrzelany przez holenderskie okręty w wyniku czego utracił część ożaglowania. Na unieruchomiony okręt holendrzy przeprowadzili abordaż i go zdobyli. Z 380 osobowej załogi „Swiftsure” 80 marynarzy zginęło, około 300 dostało się do niewoli. Zdobyty okręt miał posiadać 66 dział, jednak holendrzy znaleźli na jego pokładzie 72 działa w tym 60 z brązu. 
W służbie holenderskiej imię okrętu zmieniono na „Oudshoorn”. 7 czerwca 1672 roku okręt wziął udział w toczonej w ramach III wojny angielsko-holenderskiej bitwie pod Solebay.